# Ullikummi
Ullikummi (vagy Ullikummisz) a hettita és hurri mitológia kőistene, kedvelt alakja a mitologikus irodalomnak, ha nem is tartozott főistenek közé. Kumarbi és egy szikla egyesüléséből született. Létrejötte kapcsolatban van a hettita istenek generációs harcaival, amelyben Kumarbi, a második generációs viharisten a harmadik generációs viharistennel, Tarhuntasszal (hurri Tessub) áll szemben. Ullikummi a görög gigászokhoz, titánokhoz és Tüphónhoz hasonló szerepű, feladata az ifjabb nemzedék és szövetségeseik legyőzése. Az Ullikummi mítosz több változatban is fennmaradt.
Kumarbi előre bejelentette, hogy az ő fia győzi majd le a Viharistent, de Ullikummit el kellett rejteni Tesub és szövetségesei elől, ezért az Irszirra-istenek a születése után Upelluri, a világot tartó isten jobb vállára helyezték. Ott növekedett a tenger vizétől, de az már tizenöt nap múlva csak derékig ért neki. Ekkor könnyen észrevette őt a Napisten az égről, és elárulta szövetségesének, a Viharistennek. Upelluri panaszkodott is Éának, hogy valami kis fájdalmat érez a vállában, de nem tudja, melyik isten okozza. Folytonos növekedése megijesztette az isteneket, hiszen a feje egy idő után már az egekig ért. A panteon legjelentősebb istenei – akik mind az időjárással kapcsolatosak – a dioritból lévő óriás ellen küldték az elemeket: szelet, esőt, villámot. Hatástalannak bizonyultak. Hetven isten, köztük a Viharisten és Asztabisz próbálta utána ledönteni, de megmozdítani sem sikerült. Ekkor a Viharisten közli Hebattal, hogy egy ideig türelemmel kell lenni. Később Taszmiszusz istennő megy küldöttségbe a Viharistenhez az Imgarra-hegyhez, amikor a növekedésében már az istenek házait is elérte. A Viharisten eddigre felkészült harcra ellene, és ezzel Ullikummi ellenféllé vált a Viharisten számtalan csatája egyikében.
A mítosz változatainak egy részében Éa (ebben a mítoszban mint a Viharisten apja szerepel), másik változatában maga a Viharisten egy régi rézkéssel elvágja Ullikummi lábizmait, hogy megbénítsa őt. Ez a rézkés egy különleges tárgy, amellyel az idők kezdetén eget vágták el a földtől. A történet vége nem ismert, de a hadicsel után a Viharisten valószínűleg legyőzte Ullikummit, esetleg valamelyik szent hegy lett belőle. A hettita és hurri mitológia több szent hegyet ismert, például az Ugarit felé eső Hazzi-hegy is szerepel a történetben, aki egyes mítoszokban maga is isteni lény. Erről a hegyről mutatja meg Sausga istennő (Istár helyi változata, itt Taszmiszusz és Tarhuntasz testvére) húgának és bátyjának Ullikummit.